# Alcis reversa
Alcis reversa är en fjärilsart som beskrevs av Embrik Strand 1917. Alcis reversa ingår i släktet Alcis och familjen mätare. Inga underarter finns listade i Catalogue of Life.